# Angela Petty
Angela Smit Petty (née le 16 août 1991) est une athlète néo-zélandaise, spécialiste du 800 mètres.

## Biographie
Elle remporte la médaille d'or du 800 m lors des Universiades d'été, à Gwangju, en portant son record personnel à 1 min 59 s 06.
Elle décroche la médaille d'argent du 800 m des championnats d'Océanie 2019 et termine 5e sur 1 500 m.

## Palmarès
| Date | Compétition            | Lieu       | Résultat | Épreuve   | Temps         |
| ---- | ---------------------- | ---------- | -------- | --------- | ------------- |
| 2013 | Universiade            | Kazan      | 4e       | 1 500 m   | 4 min 11 s 72 |
| 2014 | Jeux du Commonwealth   | Glasgow    | 5e       | 800 m     | 2 min 01 s 94 |
| 2014 | Coupe continentale     | Marrakech  | 7e       | 800 m     | 2 min 02 s 37 |
| 2015 | Universiade            | Gwangju    | 1re      | 800 m     | 1 min 59 s 06 |
| 2018 | Coupe continentale     | Ostrava    | 5e       | 800 m     | 2 min 01 s 26 |
| 2019 | Championnats d'Océanie | Townsville | 2e       | 800 m     | 2 min 03 s 41 |
| 2019 | Championnats d'Océanie | Townsville | 5e       | 1 500 m   | 4 min 18 s 43 |
| 2019 | Championnats d'Océanie | Townsville | 2e       | 4 x 400 m | 3 min 47 s 70 |

## Records
| Épreuve | Performance   | Lieu    | Date            |
| ------- | ------------- | ------- | --------------- |
| 800 m   | 1 min 59 s 06 | Gwangju | 10 juillet 2015 |
| 1 500 m | 4 min 7 s 38  | Turku   | 29 juin 2016    |